# Сюрреалистический юмор
Сюрреалистический юмор (также абсурдный юмор, абсурдистский юмор) — форма юмора, при которой намеренно нарушается причинность и создаются нелогичные сценарии.

## Литературные предшественники

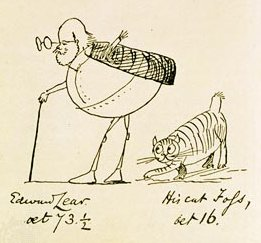
Эдвард Лир в возрасте 73 года и его шестнадцатилетний кот — Фосс. Литография 1885 года.

О сюрреалистическом юморе говорят, когда нелогичность и нелепость используются для юмористического эффекта. Элементы сюрреализма начинают появляться с XIX века. Пример такого произведения — «Алиса в Стране чудес» Льюиса Кэролла, в котором для придания юмористического эффекта использовались: кальян для некурящей гусеницы, игра в крокет с использованием живых фламинго в качестве молотков и т. д.
Многие из рассказов и стихов Эдуарда Лира написаны в духе сюрреализма. Например, его рассказ 1871 года «Истинная история кругосветного плавания четырёх чрезвычайно чудных человечков».

## Связь с дадаизмом и футуризмом
В начале 20-го века несколько авангардных движений, в том числе дадаисты, сюрреалисты и футуристы, начали выступать за искусство, которое было непредсказуемым, резким и нелогичным. Цели этих движений были в некотором смысле серьезными, они стремились подорвать торжественность и самодовольство современного художественного истеблишмента. В результате большая часть их искусства была намеренно забавной. Одним из примеров является «Фонтан» Марселя Дюшана (1917), перевернутый писсуар, подписанный «Р. Матт». Это стало одним из самых известных и влиятельных произведений искусства в истории и одним из самых ранних примеров искусства найденных объектов. Это также представляет собой шутку, основанную на инверсии функции предмета, отражённой в его названии, а также на его неуместном присутствии на художественной выставке.

## История и этимология

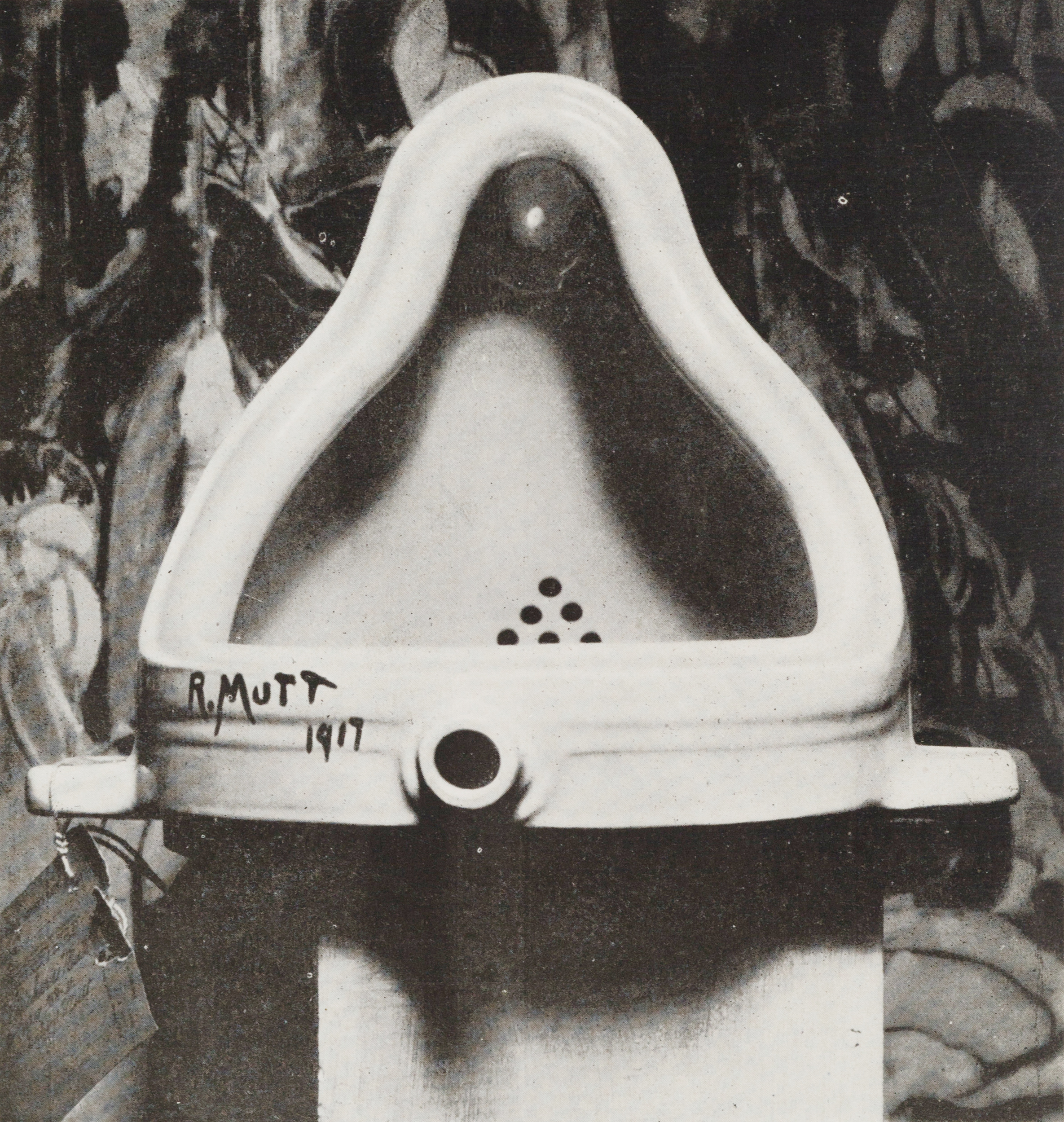
Фонтан Марселя Дюшана (1917), сделанный из перевёрнутого писсуара. Надпись — «R. Mutt».

Слово «сюрреалистический» впервые начали использовать для описания типа эстетики в начале 1920-х.
В дополнение к авангардным художественным направлениям, в сюрреалистической комедии используются такие сатирические приёмы, обходившиеся без правил логики, которые использовали Лир и Кэррол.
Сюрреалистический юмор также часто встречается в авангардных театрах, таких как «В ожидании Годо» и «Розенкранц» и «Гильденстерн мертвы». В Соединенных Штатах С. Дж. Перельман (1904—1979) был признан первым писателем-сюрреалистом-юмористом.
Сюрреалистический юмор появлялся на британском радио с 1951 по 1960 год в исполнении актеров The Goon Show: Спайка Миллигана, Питера Селлерса и Гарри Секомба. Работа The Goons повлияла на американскую радиокомедийную труппу Firesign Theater с 1966 по 2012 год. The Firesigns написали сложные комические радиоспектакли, многие из которых были записаны на альбомах.
Сюрреалистический юмор преобладает в кинематографе, где приостановка неверия может быть доведена до абсурда за счет логического следования последствиям маловероятных, перевернутых или преувеличенных предпосылок. Луис Бунюэль является главным представителем этого подхода, особенно в «Ангеле-истребителе». Также этот подход использован в телевизионных и кинематографических работах британской комедийной труппы «Монти Пайтон» (1969—2015). Другие примеры включают «Водопад» Питера Гринуэя и «Бразилия» Терри Гиллиама.
В октябре 2023 года вышла и обрела известность сюрреалитичная чёрная комедия «Удивительный цифровой цирк», действие которой разворачивается в виртуальной реальности.

## Анализ
Доктора Мэри К. Роджерс и Дайана Пьен проанализировали эту тему в эссе под названием «Слоны и зефир» (с подзаголовком «Теоретический синтез теории юмора несоответствия-разрешения и возбуждения») и написали, что «шутки бессмысленны, если они не могут полностью решить проблему несоответствия», и процитировал одну из многих вариантов шутки о слонах:
«— Почему слон сел на зефир?
— Потому что он не хотел упасть в чашку с горячим шоколадом».
«По их мнению, шутка не полностью разрешена, — заметил доктор Эллиотт Оринг, — потому что ситуация несовместима с миром, каким мы его знаем. Конечно, слоны не сидят в чашках с горячим шоколадом». Оринг определял юмор как не разрешение несоответствия, а «восприятие соответствующей несоответствия», что все шутки содержат определенную долю несоответствия и что абсурдные шутки требуют дополнительного компонента «абсурдного образа» с несоответствием мысленного образа.